# Richvald
Richvald (allemand : Reichenwald), est un village de Slovaquie situé dans la région de Prešov.

## Histoire
Première mention écrite du village en 1355.

## Démographie

### Évolution de la population
| Année:               | 1994. | 2004.   | 2014.   | 2024.   |
| -------------------- | ----- | ------- | ------- | ------- |
| Nombre de personnes: | 1023  | 983     | 997     | 1023    |
| Différence:          |       | -3,91 % | +1,42 % | +2,60 % |

| Année:               | 2023. | 2024.   |
| -------------------- | ----- | ------- |
| Nombre de personnes: | 1011  | 1023    |
| Différence:          |       | +1,18 % |